# Aleksandr Bogomolov
Aleksandr Viktorovič Bogomolov (in russo Александр Викторович Богомолов?; Krymsk, 1º febbraio 1976) è un pallavolista russo.
Gioca nel ruolo di centrale nel Volejbol'nyj klub Belogor'e.

## Carriera
La carriera professionistica di Aleksandr Bogomolov inizia nel 1993, quando viene ingaggiato dal Volejbol'nyj Klub Avtomobilist Sankt-Peterburg, col quale gioca per sette stagioni; durante lo stesso periodo fa parte delle selezioni giovanili russe, vincendo la medaglia d'oro al campionato europeo juniores 1994 ed al campionato mondiale juniores 1995. Nei campionati 2000-01 e 2001-02 gioca per l'Izumrud, vincendo due edizioni della Coppa di Russia.
Dopo due campionati col Volejbol'nyj klub Iskra Odincovo, durante le quali si aggiudica la sua terza coppa nazionale, nella stagione 2004-05 passa al Volejbol'nyj klub Zenit-Kazan': nel lungo sodalizio col club, durato ben sei stagioni, vince tre scudetti, altre tre edizioni della Coppa di Russia e la Champions League 2007-08, al termine della quale viene premiato come miglior muro della competizione. Ritorna senza grande successo all'Iskra Odincovo, chiudendo il sodalizio col club con la retrocessione al termine del campionato 2012-13.
Nella stagione 2013-14 passa al Volejbol'nyj klub Belogor'e, col quale vince la Supercoppa russa, la Coppa di Russia e la Champions League. Nella stagione 2014-15 viene ingaggiato dal Neftjanik Orenburg, neopromosso in Superliga; la sua militanza nel club di Orenburg dura tuttavia solo fino al mese di dicembre, per poi fare ritorno al Volejbol'nyj klub Belogor'e.

## Palmarès

### Club
- Campionato russo: 3

2006-07, 2008-09, 2009-10
- Coppa di Russia: 7

2000, 2001, 2002, 2004, 2007, 2009, 2013
- Supercoppa russa: 1

2013
- Champions League: 2

2007-08, 2013-14

### Nazionale (competizioni minori)
- Campionato europeo juniores 1994
- Campionato mondiale juniores 1995

### Premi individuali
- 2008 - Champions League: Miglior muro